# Sexto Pompeu (cônsul em 14)
Sexto Pompeu (em latim: Sextus Pompeius; m. depois de 37) foi um senador romano eleito cônsul em 14 com Sexto Apuleio. Era filho de Sexto Pompeu, cônsul em 35 a.C..

## Carreira
Pompeu e Apuleio eram cônsules quando o imperador Augusto morreu e foram os primeiros a jurar lealdade ao novo imperador Tibério. Segundo Dião Cássio, Pompeu quebrou a perna no funeral de Augusto.
Durante o reinado de Tibério, Pompeu foi uma das sete testemunhas do "Senatus consultum de Cn. Pisone patre", o ato oficial do Senado Romano sobre o julgamento e condenação de Cneu Calpúrnio Pisão, a quem Pompeu se recusou a defender, pelo assassinato de Germânico e publicado 10 de dezembro de 20. Em 20, Pompeu discursou no Senado contra Mânio Emílio Lépido, que havia sido cônsul em 11 para impedi-lo de conseguir o governo de uma província, mas fracassou e ele recebeu a Ásia. Posteriormente, o próprio Pompeu serviu como procônsul da Ásia entre 27 e 30.
Era um patrono da literatura romana e o poeta Ovídio endereçou a ele várias cartas enquanto estava no exílio. Nelas, Pompeu é descrito como sendo uma pessoa espirituosa e muito inteligente.
Pompeu era dono de vastas propriedades na Campânia, na Sicília e na Macedônia e por causa delas acabou morrendo durante o reinado de Calígula, que as desejava para si.